# Entgraten

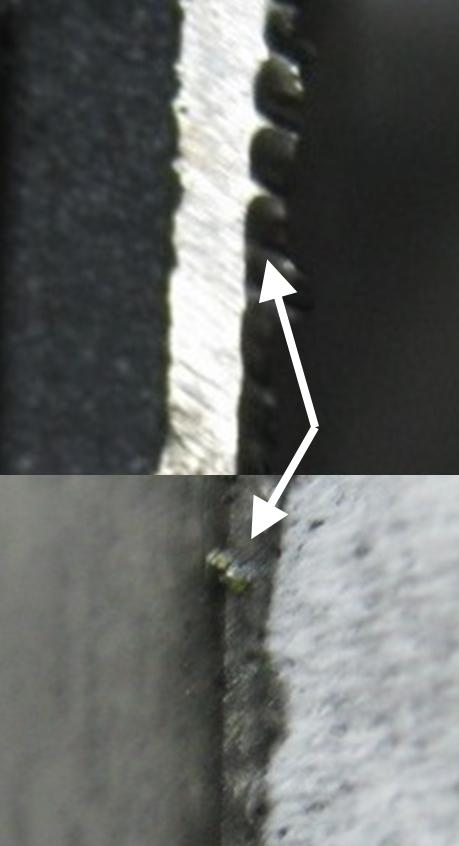
Entgraten

Beim Entgraten werden Grate entfernt. Grate sind scharfe, bei einem Bearbeitungs- oder Herstellungsvorgang entstandene Kanten, Auffaserungen oder Splitter eines meist metallischen Werkstückes. Diese können einerseits das (einwandfreie) Funktionieren des Maschinenelements innerhalb des Endproduktes (schlechter Gewindedurchlauf, Passungenauigkeiten etc.) beeinträchtigen, anderseits erhebliche Verletzungsgefahren wie tiefe Schnittwunden verursachen.
Der Terminus „Entgraten“ wird hauptsächlich in der metallverarbeitenden Industrie benutzt. Nach ISO 13715 ist Grat der Materialüberhang außerhalb der ideal-geometrischen Form einer Außenkante, der nach der mechanischen Bearbeitung oder einem Formgebungsprozess zurückbleibt. In der holzverarbeitenden Industrie spricht man vom Kantenbrechen, zumeist mittels Schleifpapier. Wenn bei der Entfernung des Grates an der Kante eine maßlich definierte (Breite und Winkel) Abschrägung entsteht, so nennt man diese Fase.

## Entstehung des Grates
Bei mechanischer Bearbeitung, beispielsweise bei Fräs- oder Drehteilen, entsteht an Kanten ein Grat durch eine Materialverdrängung.
Bei der Bearbeitung von Blechen entstehen Grate beim Stanzen, im Speziellen bei hohem Glattschnitt-Anteil der Schnittfläche und Blech-Dicken ab 0,5 mm, seltener auch beim Laserschneiden, insbesondere wenn die Fokussierung des Laserstrahles nicht stimmt. Dickere Bleche werden mit dem Plasma- oder Autogenverfahren geschnitten. Hierbei kann es zu sehr starker Grat- und Schlackebildung kommen.

## Entgratungsmethoden

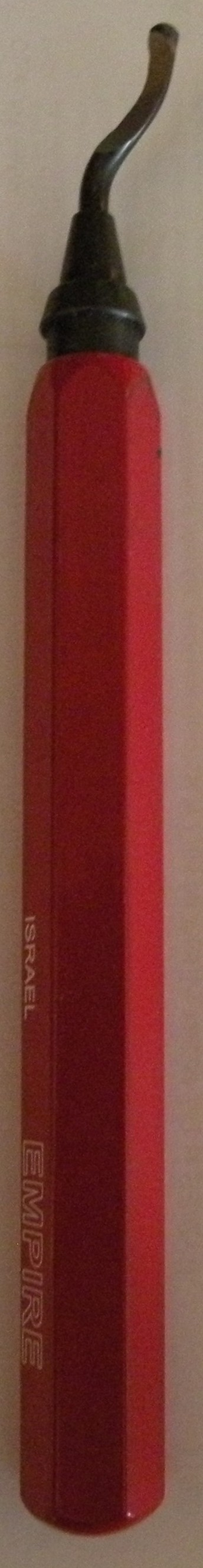
Schneidwerkzeug zum Entgraten

Grate werden entfernt durch Bürsten, Feilen, Senkbohrer, Schleifen, Fräsen, Gleitschleifen, thermisches Entgraten (z. B. Thermal Energy Machining oder „Thermische Entgratmethode“, TEM), elektrochemisches Entgraten (chemisches Badentgraten), Hochdruckwasserstrahlentgraten, Druckfließläppen (DFL), hydroerosives Schleifen (HE-Schleifen), Ultraschallentgraten oder Schneiden.
Beim Handentgraten werden dir Grate mithilfe von verschiedensten handgeführten Entgratwerkzeugen von Kanten und Bohrungen entfernt. Da dies ein manueller Prozess ist, ist er sehr personalintensiv, nicht prozesssicher, und bei komplexen und kleinen Konturen sehr aufwendig, dafür ist es aber auch sehr vielseitig einsetzbar und teilweise nicht verzichtbar.
Es besteht auch die Möglichkeit, das Werkstück in ätzende oder korrodierende Flüssigkeiten zu tauchen oder es zu erhitzen, um die Kanten zu entschärfen.
Kleine Werkstücke werden oft mit dem sogenannten Gleitschleifverfahren entgratet. Bei erhöhtem Anspruch an eine gleichmäßige Verrundung der gesamten Teilekontur, z. B. bei feingeschnittenen Zahnrädern und kleinen Bohrungen, stößt das Verfahren aber an seine Prozess-Grenzen. Spezielle Durchlauf-Anlagen, die mit Schleif- und Bürst-Aggregaten ausgelegt sind, entfernen die Grate prozesssicher und schonend.
Für größere Bleche gibt es Durchlaufmaschinen, bei denen die Bleche unter einem Schleifaggregat durchlaufen, das den hochstehenden Grat abschleift. Da die Bleche nach dem thermischen Trennen häufig verzogen sind, ist es besonders wichtig, mit einem flexiblen Schleifwerkzeug zu arbeiten, das Toleranzen und den Verzug ausgleicht. Generell gilt: Je weicher das Schleifwerkzeug (Bürste), desto mehr Schleifergebnis im Kantenbereich (wo die Grate entstehen) und desto weniger auf der Fläche.
Bei Präzisionsbauteilen in der Medizin- und Sensortechnik, sowie in der Luft- und Raumfahrt sind herkömmliche Entgratungsmethoden meist zu wenig präzise, um die Anforderungen an Hygiene- und Reinigungsstandards zu erfüllen. Insbesondere bei komplexen Werkstücken mit schwer zugänglichen Stellen, Bohrungen und innenliegenden Flächen. In diesen Fällen ist das Strömungsschleifen oft die einzige Möglichkeit eine gleichmäßige und prozesssichere Entgratung zu erreichen. Das Entfernen der Grate erfolgt dabei mit einer Schleifpaste. Die Zusammensetzung dieser Paste wird jeweils individuell auf die zu bearbeitenden Werkstücke angepasst. Diese Schleifpaste wird dann unter Druck wiederholt durch das Bauteil gepresst.

## Rückwärtsentgraten von Bohrungen
Bohrungen haben die Eigenschaft, dass sie auf der Bohrer-Eintrittseite, als auch auf der Austrittsseite einen Grataufwurf aufweisen. Während die Entfernung des Grates auf der Vorderseite meistens konventionell möglich ist, gibt es bei der Rückseite Probleme. Oft ist die rückseitige Bohrungskante schwer zugänglich (z. B. Querbohrungen, Gabelstücke) oder das Werkstück muss aufwändig gewendet und für die Bearbeitung nochmals aufgespannt werden.
Heinrich Heule meldete 1976 ein Werkzeug zum Patent an, welches den Grat an der Vorder- und der Rückkante einer Bohrung in einem einzigen Arbeitsgang entfernt. Später folgte ein Werkzeug mit einem neuen Funktionsprinzip für die Entgratung ebener und unebener Bohrungskanten.

## Entgraten von Kunststoffen
Im Spritzgussverfahren hergestellte Kunststoffteile weisen oft einen Grat auf. Sie werden zumeist mit speziellen Messern abgeschnitten, manchmal auch abgeschmirgelt. Da Kunststoffteile, wenn sie noch handwarm sind, deutlich weicher sind als nach dem Aushärten, ist dies meist problemlos möglich. Für Kunststoffe gibt es auch ein automatisiertes Entgraten mit Heißluft. Dabei wird das Gratmaterial geschmolzen, die Oberflächenspannung rundet die verbliebene Materialkante ab.

## Trends beim Entgraten
Überwiegend sind die Neuerungen beim Entgraten in der Automatisierung dieses Vorganges zu verorten. Einer dieser Trends ist der Einsatz von robotergestützten Entgratungsverfahren. Ein weiterer Trend ist der Einsatz spezieller Werkzeuge, die extra für das Entgraten entwickelt wurden. Eine Neuentwicklung im Bereich Entgraten ist das Hochdruckwasserstrahlentgraten. Dabei wird anhand von rotierenden Mehrfachdüsen oder Einzellanzen Wasser auf gratbehaftete Bauteilbereiche gerichtet. Dadurch kommt es zu einer Verformung des Grates, woraufhin dieser anschließend vom Bauteil abbricht. Ein anderes Entgratungsverfahren ist das Verfahren des laserbasierten Entgratens, das sich in ständiger Weiterentwicklung befindet. Es ist durch die sehr feinen erreichbaren Genauigkeiten gekennzeichnet. So können beim Laserspanentgraten Kantenmaße bis 500 μm und 0 bis 30 μm durch das Laserfeinentgraten erreicht werden.

## Ein Grat erwünscht
Es gibt ganz wenige Anwendungen, bei denen ein Grat absichtlich erwünscht ist. Bei Metallanwendungen sei hier beispielsweise der Schaber eines modernen Feuerstahls erwähnt. Der Schaber muss hier einen Grat haben um Material vom Feuerstahl abzuschaben, damit Funken entstehen. Besonders bei Survival Messern wird von den Herstellern am Klingenrücken absichtlich aus diesem Grund ein Grat eingearbeitet, das Messer soll so im Notfall den Schaber des Feuerstahls ersetzen.